# 肥後幸盛
肥後 幸盛（ひご ゆきもり、1863年4月25日〈文久3年3月8日〉 - 1922年〈大正11年〉10月11日）は、日本の政治家、衆議院議員（1期）。

## 経歴
鹿児島県肝属郡垂水村（現・垂水市）生まれ。1881年、鹿児島県師範学校卒。鹿児島県会議員となる。また、鹿児島県蚕糸組合長、県生糸検査所長、県授産所長、鹿児島県農工銀行監査役、鹿児島郵船、大隅鉄道各(株)社長、鹿児島共同倉庫(資)代表社員を務めた。
1908年の第10回衆議院議員総選挙において鹿児島県郡部から立憲政友会公認で立候補して当選。衆議院議員を1期務め、1912年の第11回衆議院議員総選挙には出馬しなかった。1922年死去。